# الفبای عشق
الفبای عشق (انگلیسی: ABC miłości) یک فیلم در ژانر کمدی به کارگردانی میخاو واشینسکی است که در سال ۱۹۳۵ منتشر شد. از بازیگران آن می‌توان به آدولف دیمشا، ماریا بوگدا، کنراد تم، لودویک لاوینسکی، باشا ویورکوونا، هلنا زارمبینا، کاژیمیش کروکوفسکی، ائوگنیوش کوشوتسکی، آنیلا میشچیکوونا و یوزف اوروید اشاره کرد. فیلم با استفاده از چهار منبع ناقص از آرشیو فیلم ملی، دیجیتالی شده است تا کامل‌ترین نسخه ممکن به دست آید. کارشناسان توانستند ۱۸ دقیقه به آن اضافه کنند، اما فیلم هنوز کامل نیست. حقوق فیلم به‌عنوان یک اثر یتیم در اختیار آرشیو فیلم ملی قرار دارد.
- لوکیشن‌ها: ورشو[۴]
- صدابرداری: مهندس استانیسواف روچوویک[۵]
- استودیو و آزمایشگاه: فالانگا[۵]